# پهنه‌بندی داده
در ذخیره‌سازی داده‌های کامپیوتری، روش پهنه‌بندی داده (Data Striping) یک تکنیک است که اطلاعات متوالی منطقی، مانند یک فایل، به گونه‌ای تقسیم‌بندی می‌کند که بخش‌های متوالی بر روی دستگاه‌های فیزیکی ذخیره‌سازی مختلف ذخیره می‌شوند.
پهنه‌بندی زمانی کاربرد دارد که یک دستگاه پردازشی اطلاعات را با سرعت بیشتری نسبت به آنچه یک دستگاه ذخیره‌سازی تک می‌تواند فراهم کند، درخواست می‌کند. با پخش بخش‌های مختلف بین چندین دستگاه که به صورت همزمان قابل دسترسی هستند، مجموع توان خروجی داده افزایش می‌یابد. این روش همچنین برای توازن بار I/O در یک آرایه از دیسک‌ها مفید است. پهنه‌بندی همچنین یک روش مفید برای توازن بار در آرایه از دیسک‌های مستقل تکرارشونده (RAID)، کنترل‌کننده‌های رابط شبکه، آرایه‌های دیسک، کامپیوتر‌های مختلف در سامانۀ فایل خوشه‌ای و ذخیرۀ‌سازی های گرید-محور و حافظۀ RAM در برخی سامانۀ ها استفاده می شود.

## روش
یکی از روش‌های پهنه بندی انجام شده توسط تعویض داده‌های متوالی بر روی دستگاه‌های ذخیره‌سازی به صورت چرخشی از ابتدای دنباله داده است.  این روش برای داده‌های پخش شده خوب عمل می‌کند، اما دسترسی‌های تصادفی بعدی نیازمند دانستن آن است کدام دستگاه حاوی داده است. اگر داده به گونه‌ای ذخیره شود که آدرس فیزیکی هر بخش داده به گونه یک به یک به یک دستگاه خاص نقش بپذیرد، محاسبات لازم برای دسترسی به هر بخش درخواست شده از طریق آدرس بدون دانستن آفست داده در دنباله کلی، قابل انجام است.روش‌های دیگری ممکن است استفاده شوند که بخش‌های متوالی بر روی دستگاه‌های متوالی ذخیره نشوند. این ترکیب غیرمتوالی می‌تواند منافعی در برخی از طرح‌های تشخیص و تصحیح خطا داشته باشد.

## مزایا و معایب
مزایای پهنه‌بندی شامل عملکرد و ظرفیت انتقال می‌شود. تداخل زمان متوالی در دسترسی به داده‌ها امکان می‌دهد تا ظرفیت کمتر دسترسی به داده‌ها از هر دستگاه ذخیره‌سازی به صورت مضاعف توسط تعداد دستگاه‌های ذخیره‌سازی مورد استفاده ضرب شود. افزایش ظرفیت انتقال امکان می‌دهد تا دستگاه پردازش داده بدون وقفه کار خود را ادامه دهد و به این ترتیب روش‌های خود را با سرعت بیشتری به پایان برساند. این امر در بهبود عملکرد پردازش داده‌ها مشهود است.
به دلیل نگهداری قسمت‌های مختلف داده بر روی دستگاه‌های ذخیره‌سازی مختلف، خرابی یک دستگاه باعث فاسد شدن تمام دنباله داده‌ها می‌شود. در واقع، میانگین زمان بین خرابی آرایه دستگاه‌های ذخیره‌سازی برابر با جمع نرخ خرابی هر دستگاه ذخیره‌سازی می‌شود. این معایب پهنه بندی می‌تواند با نگهداری اطلاعات تکراری مانند بیت توازن به منظور اصلاح خطا، از طریق ذخیره‌سازی اطلاعات تکراری، تقریباً برطرف شود. در چنین سیستمی، معایب با هزینه اضافی ذخیره‌سازی برطرف می‌شوند.

## اصطلاحات
بخش‌های داده‌های متوالی که قبل از ادامه‌ی عملیات بر روی دیسک نوشته یا خوانده شده‌اند، معمولاً به عنوان بلوک‌ها، گام‌ها یا واحدهای نوارها نامیده می‌شوند؛ در حالی که گروه‌های منطقی آن‌ها که یک عملیات خطی تشکیل ‌می‌دهند به عنوان نوارها یا خطوط نامیده می‌شوند. مقدار داده در یک بلوک (واحد نوار) که اغلب بایت نامیده می‌شود به‌صورت مختلف به آن به‌عنوان اندازه بلوک، اندازه گام، اندازه نوار، عمق نوار یا طول نوار اشاره می‌شود. تعداد دیسک‌های داده در آرایه گاهی اوقات به عنوان عرض نوار نامیده می‌شود، اما ممکن است به میزان داده در یک نوار اشاره کند.مقدار داده در یک گام ضرب‌شده در تعداد دیسک‌های داده در آرایه (به‌عنوان مثال طول نوار ضرب در عرض نوار، که به تمثیل هندسی مساحت را تولید می‌کند) گاهی اوقات به آن اندازه نوار یا عرض نوار گفته می‌شود.
نواربندی گسترده اتفاق می‌افتد وقتی که بلوک‌های داده بر روی چندین آرایه یا حتی همه دیسک‌ها در سیستم منتشر می‌شوند. نواربندی باریک اتفاق می‌افتد وقتی که بلوک‌های داده بر روی دیسک‌ها در یک آرایه تنها منتشر می‌شوند.

## کاربرد ها
پهنه بندی داده در برخی از پایگاه‌های داده مانند Sybase و در برخی از دستگاه‌های RAID تحت کنترل نرم‌افزار یا سخت‌افزار مانند زیرسیستم IBM 9394 RAMAC Array انجام می‌شود. سیستم‌های فایل خوشه‌ای نیز از پهنه بندی استفاده می‌کنند. در مدیریت ذخیره‌سازی خودکار اوراکل اجازه می‌دهد تا فایل‌های ASM به صورت گسترده یا دقیق پهنه بندی شوند.

### RAID
در برخی از تنظیمات RAID مانند RAID 0، خرابی یک درایو عضو از آرایه RAID باعث از دست رفتن تمام داده‌های ذخیره شده می‌شود. در تنظیمات RAID دیگر مانند RAID 5 که شامل پراکندگی توزیع شده و امنیت می‌باشد، در صورت خرابی یک درایو عضو، با استفاده از درایوهای دیگر در آرایه، داده‌ها قابل بازیابی هستند.

### LVM2
پهنه بندی داده ها همچنین با استفاده از مدیریت حجم منطقی لینوکس (LVM) قابل دستیابی است. سیستم LVM امکان تنظیم تخریب الگوی پهنه بندی را فراهم می کند. ابزارهای LVM اجرای پهنه بندی داده را در همراهی با آینه‌سازی امکان می‌دهد. LVM فایده اضافی ارائه می‌دهد که شامل حافظه نهان خواندن و نوشتن بر روی NVM Express برای ذخیره‌سازی چرخشی کند است. LVM مزایای دیگری دارد که مستقیماً به پهنه بندی داده ها مربوط نمی شود (مانند نمونه‌برداری، تغییر اندازه پویا و غیره).

### Btrfs و ZFS
این دو سیستم نیز ویژگی‌های شبیه به RAID دارند، اما با امنیت یکپارچگی قطعه برای شناسایی بلوک‌های خراب و امکان افزودن تعداد دلخواهی از درایوهای اضافی را دارند. همچنین دارای مزایای دیگری هستند که به‌طور مستقیم مربوط به پهنه بندی داده نیستند (مانند کپی‌ در نوشتن و غیره).

## همچنین بنگرید به
ترازبندی پارتیشن
تجمیع ارتباط